# Carlo Rivolta (giornalista)
Carlo Rivolta (Roma, 20 ottobre 1949 – Roma, 16 febbraio 1982) è stato un giornalista italiano.

## Biografia
Noto per la sua precocità nella professione giornalistica, ha lavorato per i quotidiani Paese Sera, La Repubblica e Lotta Continua. Si è occupato di cronaca e del mondo dei movimenti politici giovanili degli anni settanta e, in particolare, del movimento del '77.
 Famoso è stato il suo impegno nel documentare l'avvento dell'eroina della fine degli anni '70 in Italia, tracciando un profilo sociale dei consumatori e occupandosi di indagare sul sistema dello spaccio di droga.
Carlo Rivolta fu egli stesso vittima della tossicodipendenza da eroina: morì all'età di 32 anni, dopo cinque giorni di coma, in seguito a una caduta dal primo piano di un palazzo in via Prestinari, occorsagli durante una crisi d'astinenza.
Sua madre era Isabella (detta "Lilly") Chidichimo, sorella di Rinaldo Chidichimo, avvocato ed ex direttore generale di Confagricoltura.
È sepolto insieme alla madre nella cappella di famiglia presso il cimitero di Albidona.

## Memoria
Nel 2022 alla sua vita è dedicato il documentario La generazione perduta di Marco Turco.